# Владимирское военное училище
Влади́мирское вое́нное учи́лище (1910−6 (19) ноября 1917) — военно-учебное заведение Русской императорской армии, готовившее офицеров пехоты; до 1910 года:
- 1.12.1869−1.09.1908 — Санкт-Петербургское пехотное юнкерское училище;
- 1.09.1908−1910 — Санкт-Петербургское военное училище;
- с 1910 г. - Владимирское военное училище.

Училищный праздник: 9 мая (ст.ст.), в день перенесения мощей Николая Чудотворца.
Расположение: Санкт-Петербург, М. Гребецкая ул., 5, 9; Б. Гребецкая (ныне Пионерская) ул., 16.

## История
Санкт-Петербургское пехотное юнкерское училище открыто 1 декабря 1869 года. Имело одну роту в составе 200 юнкеров и подразделялось на младший и старший классы.
В 1880 году распоряжением Главного управления военно-учебных заведений добавлен приготовительный класс, который в 1881 г. был снова закрыт.
С 1881 года юнкера оканчивали училище со званием подпрапорщика взамен прежнего портупей-юнкера.
С 1 сентября 1901 года училище реорганизовано — состав увеличился до 400 юнкеров (4 роты).
27 января 1903 года училищу пожаловано Знамя — древко белое, изображен Спас Нерукотворный. Освящение Знамени состоялось в присутствии Государя Императора 2 августа 1907 года в Красном Селе.
1 сентября 1908 года — переименовано в Санкт-Петербургское военное училище.
В 1910 году присвоено название Владимирское военное училище в честь великого князя Владимира Александровича (по Высочайшему соизволению (приказ Военного ведомства N 363 1910 г.) в память Великого Князя Владимира Александровича бывшего главнокомандующего войсками гвардии и Петербургского военного округа, в ведении которого училище находилось свыше 24 лет наименовано).
6 августа 1910 года в Красном Селе император Николай II в сопровождении свиты обошёл строй выпускников — юнкеров Владимирского училища. В этом же году почетный караул юнкеров Владимирского училища прошёл торжественным маршем в присутствии великой княгини Марии Павловны в день открытия памятника великому князю Владимиру Александровичу в Красном Селе.
2 (20) августа 1912 года в лагере Владимирского военного училища под Красным Селом освящен памятник великому князю Владимиру Александровичу.
Осенью 1914 года с началом Первой мировой войны училище перешло на четырёхмесячные ускоренные выпуски. Выпускники получали чин прапорщика. Штат училища увеличен с 400 до 885 юнкеров.

### Восстание против большевиков 1917 года
После Октябрьского переворота, 29 октября (11 ноября) 1917 года, юнкера приняли участие в общегородском антибольшевистском восстании (Восстание юнкеров в Петрограде), организованном Комитетом спасения Родины и революции, который возглавляли сторонники эсеров.
Около 4 часов утра они разоружили караул, охранявший училище, арестовали комиссаров Военно-революционного комитета.
После 9 часов утра контролируемые большевиками воинские части пошли в атаку на училище.
Юнкера отбивались около шести часов, несмотря на артиллерийский обстрел здания и подавляющий численный перевес нападавших.
Метким огнём они уничтожили орудийный расчёт, ведший огонь со стороны Малой Разночинной улицы. Тогда орудие было передислоцировано на угол Большой Порховской и Большой Гребецкой улиц (ныне угол Чкаловского проспекта и Пионерской улицы) и стало обстреливать боковую часть здания. Большевики подвезли трёхдюймовые орудия из Петропавловской крепости и красная батарея открыла огонь прямой наводкой по зданию. После суток ожесточённого сопротивления юнкера сдались, и училище подверглось погрому. 
Юнкера продолжали сопротивляться даже тогда, когда восстание в других частях города, включая штаб восстания — Николаевское инженерное училище (Михайловский замок), было подавлено.
Здание Владимирского училища было захвачено и разграблено красногвардейцами после 3 часов дня 29 октября. По данным газеты «Новая жизнь», при осаде было ранено и погибло около 200 юнкеров, а 71 человек стал жертвой самосудов. 20 владимирцев были расстреляны у стен Петропавловской крепости.
6 (19) ноября 1917 года училище было расформировано. На базе училища в помещении Военно-топографического училища были открыты 1-е Советские пехотные Петроградские курсы РККА.

## Памятники
- В советское время на месте, с которого красногвардейцы прямой наводкой вели артиллерийский обстрел Владимирского училища, был установлен памятник из металлических балок (швеллеров) со стилизованным изображением трёхдюймового орудия[5]. Надпись на памятной доске на стене дома рядом с памятником гласила: «С этого места 29 октября 1917 года рабочие из орудия вели огонь по юнкерскому училищу, поднявшему мятеж. Пять питерских ребят подносили снаряды. Честь и слава юным борцам революции». Этот памятник сохранился, но надпись утрачена в 1990-х гг. (остатки креплений букв ещё были видны до 2016 года, когда ограда была снесена с началом нового строительства на этом месте).
- 11 ноября 1989 г. на этом же месте организация «Русское знамя» (без санкции властей) установило мемориальную доску, посвящённую юнкерам и офицерам училища, павшим в первом бою с большевиками 11 ноября 1917 г. Наряд милиции, вызванный для «пресечения антисоветских действий», был поставлен перед свершившимся фактом. Эта мемориальная доска, исполненная членом организации художником П. А. Цукановым, стала первой в СССР мемориальной доской, установленной в память борцов с коммунистическим режимом (уничтожена через три дня после установки)[6].
- В сквере на углу Пионерской улицы и Эскадронного переулка в советское время был установлен памятный знак с пятью металлическими скульптурами мальчишеских голов и надписью «Честь и слава детям питерских рабочих, принимавшим участие в разгроме контрреволюционного мятежа юнкеров в октябре 1917 года». В начале 1990-х этот памятник пострадал от вандализма, головы исчезли. Впоследствии памятник был отреставрирован, причём вместо металлических мальчишеских голов появились гипсовые горельефы трёх мальчиков и двух девочек, а надпись была изменена на такую: «Честь и слава детям питерских рабочих, погибшим в октябре 1917 года»[5].

## Известные выпускники
См. Выпускники Владимирского военного училища